# Верон, Гастон
Гасто́н Никола́с Веро́н (исп. Gastón Nicolás Verón; родился 23 апреля 2001) — аргентинский футболист, нападающий клуба «Архентинос Хуниорс».

## Футбольная карьера
Дебютировал за «Архентинос Хуниорс» в возрасте 16 лет в чемпионате Аргентины в матче против клуба «Сан-Мартин Сан-Хуан». 1 сентября 2018 года забил свой первый гол в чемпионате в матче против «Лануса».